# Basilique Notre-Dame d'Arcachon
La basilique Notre-Dame d'Arcachon est une basilique mineure catholique située à Arcachon, dans le département de la Gironde. Elle dépend de l'archidiocèse de Bordeaux.

## La chapelle des marins
Thomas Illyricus (1484–1528) était un frère franciscain originaire de Vrana en Dalmatie d'où son nom. Une fois prêtre, il part prêcher en Italie, en Espagne puis dans le Sud de la France. Il se réfugie près de la plage de La Teste-de-Buch (aujourd'hui Arcachon) pour prier et méditer. En 1519, alors qu'il prie un jour de tempête, il voit deux vaisseaux prêts à sombrer sur les bancs de sable. Il trace un signe de croix dans le sable et prie pour les infortunés marins. Soudain, les eaux se calment et les deux navires peuvent regagner le large. Alors qu'il se relève remerciant Dieu, il découvre une statue de la Vierge Marie apportée par les vagues sur la plage. Aidé des habitants, il construit une chapelle en bois pour abriter et honorer la statue[réf. non conforme].
Le 16 janvier 1624, la chapelle est détruite par une tempête. Une seconde chapelle est recouverte par le sable en 1721. Une troisième est construite de style baroque en 1722, sur un terrain plus élevé à 500 mètres du lieu initial. C'est la chapelle des marins que l'on connaît aujourd'hui. Des marins miraculeusement sauvés viennent y faire leurs dévotions. De nombreux ex-voto de bateaux y sont déposés et elle devient un lieu de pèlerinage .
Pendant la Révolution française, la chapelle de Notre-Dame d'Arcachon n'est pas aliénée ; on ne touche pas à la statue miraculeuse mais ses divers meubles et ornements sont enlevés et vendus. La statue est conservée sous la protection de la Garde nationale de La Teste. La fête de l'Annonciation peut même être célébrée.

## La basilique
Une ville se développant aux alentours, la paroisse est créée en 1854. La première pierre de la nouvelle église de Notre-Dame d'Arcachon est posée en 1856.
Le financement de l'église Notre-Dame d'Arcachon doit beaucoup à la personnalité énergique de son curé, l'abbé Mouls. Il a une foi inébranlable dans le projet et va se lancer dans une véritable campagne de promotion pour dynamiser la générosité de ses fidèles.
Elle est de style néogothique. Le 2 mai 1857, un décret impérial élève Arcachon au rang de commune par séparation de La Teste. L'église est ouverte au culte en 1859, mais les premiers offices ne sont célébrés qu'en 1861. Le bref du 15 juillet 1870 du pape Pie IX octroie le couronnement à la statue de la Vierge miraculeuse de Notre-Dame d'Arcachon, ce qui est une exclusivité réservée aux pèlerinages les plus fréquentés.
Le 9 mars 1953, le pape Pie XII élève l'église au rang de basilique mineure. Le 6 janvier 1986, le toit de la chapelle est ravagé par un incendie, mais la statue est préservée. Le 25 mars 1987, pour la fête de l'Annonciation, la chapelle des marins est rouverte après sa restauration dans l'état de 1723.

## Architecture
L'édifice est bâti au sommet d'une petite hauteur, dans l'ouest d'Arcachon, à 200 mètres au sud de la plage au bord du bassin. La première construction de la chapelle des marins est une petite église de 20 mètres de long ouvrant vers l'ouest. La basilique est une église plus grande de 50 mètres de long ouvrant vers le nord. Le parvis en surplomb ouvre sur l'allée de la Chapelle en contrebas vers le nord-nord-est, avec plus loin la croix des marins, la jetée de la chapelle et le bassin d'Arcachon.
La disposition des deux bâtiments est inhabituelle car l'entrée de la chapelle des marins s'ouvre sur l'intérieur de la nef de la basilique. L'entrée initiale de la chapelle de style baroque avec des colonnes supportant un tympan a été démontée pour permettre cet accès direct.

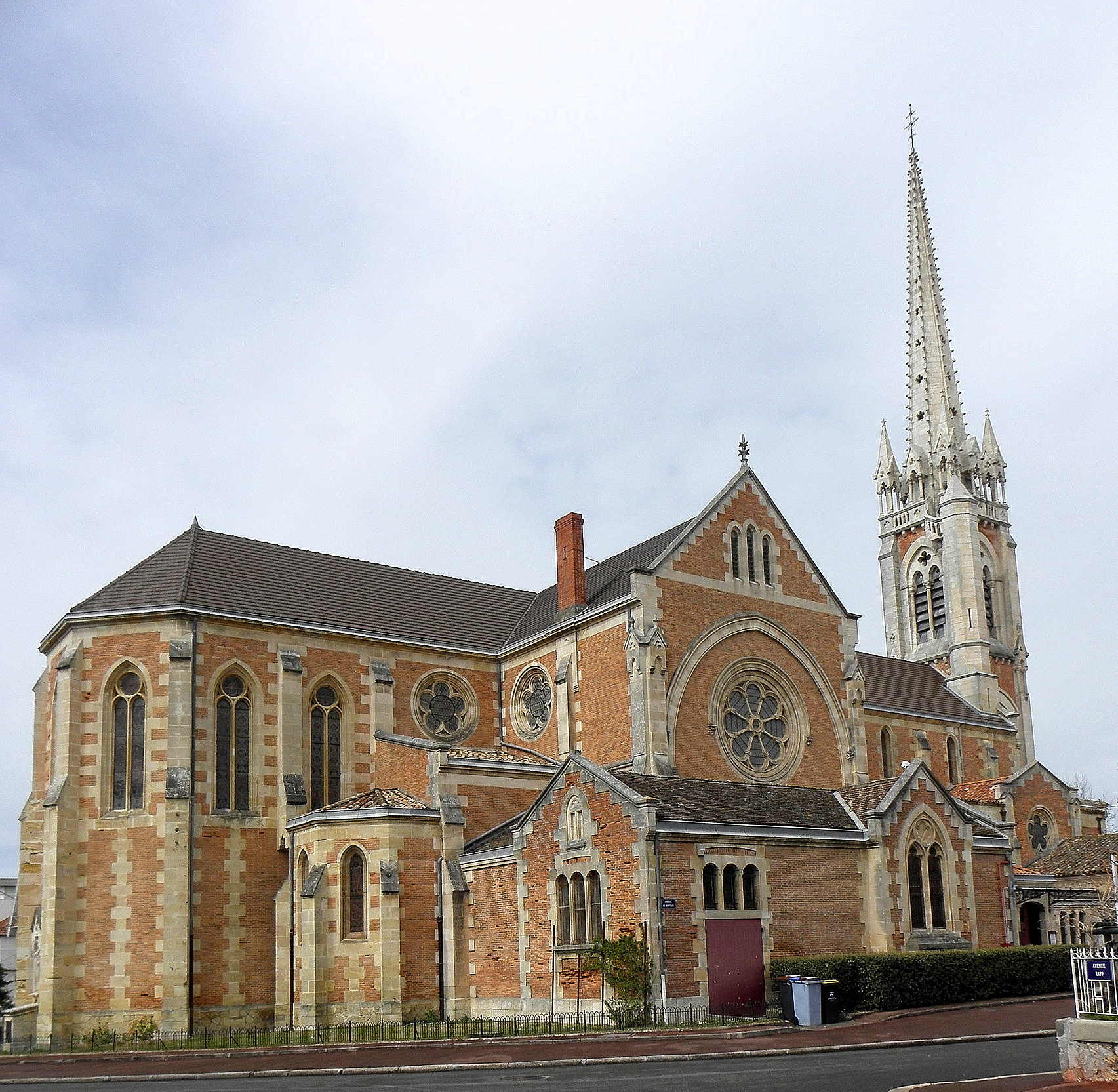
Vue générale.
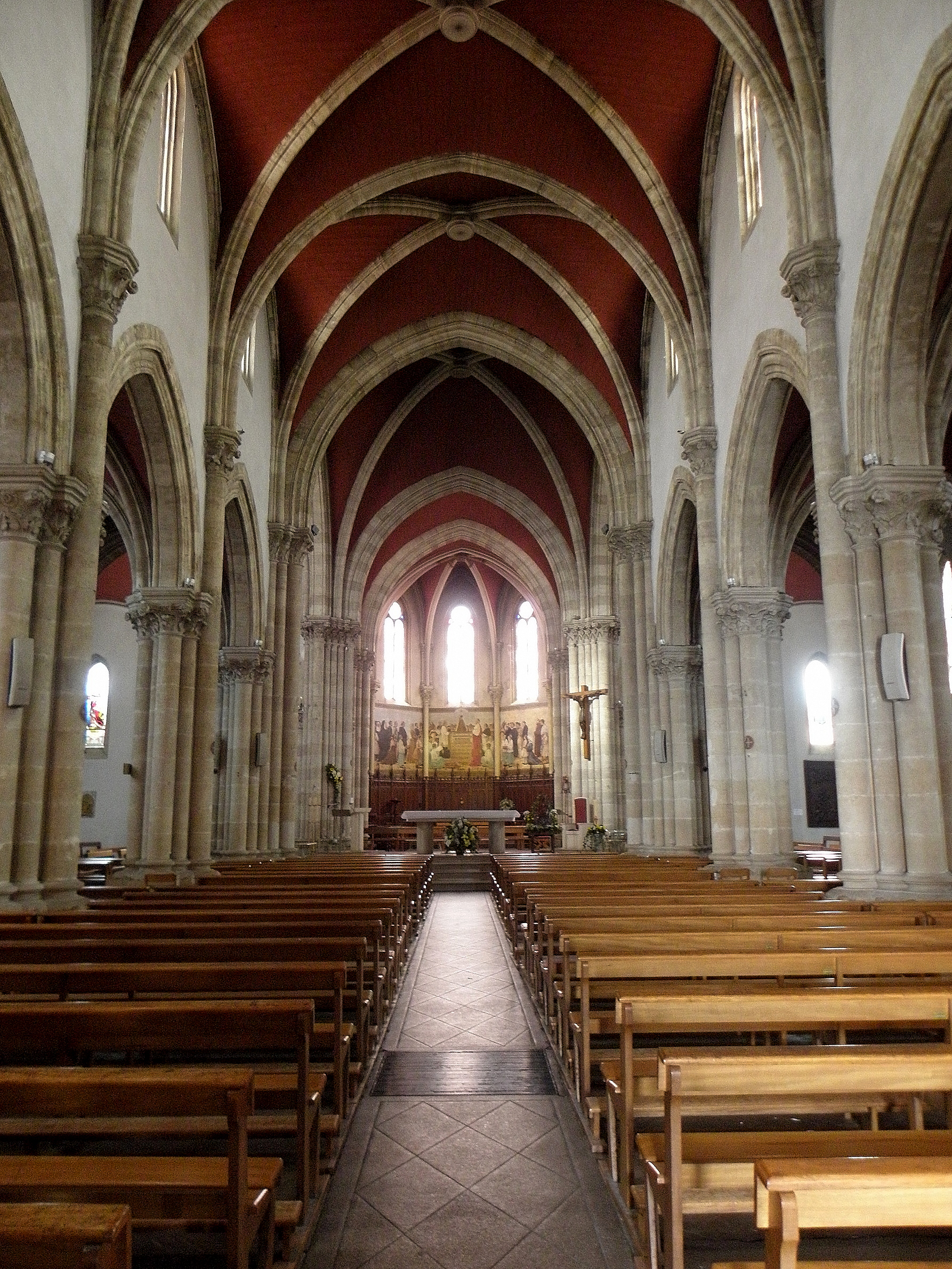
La nef.
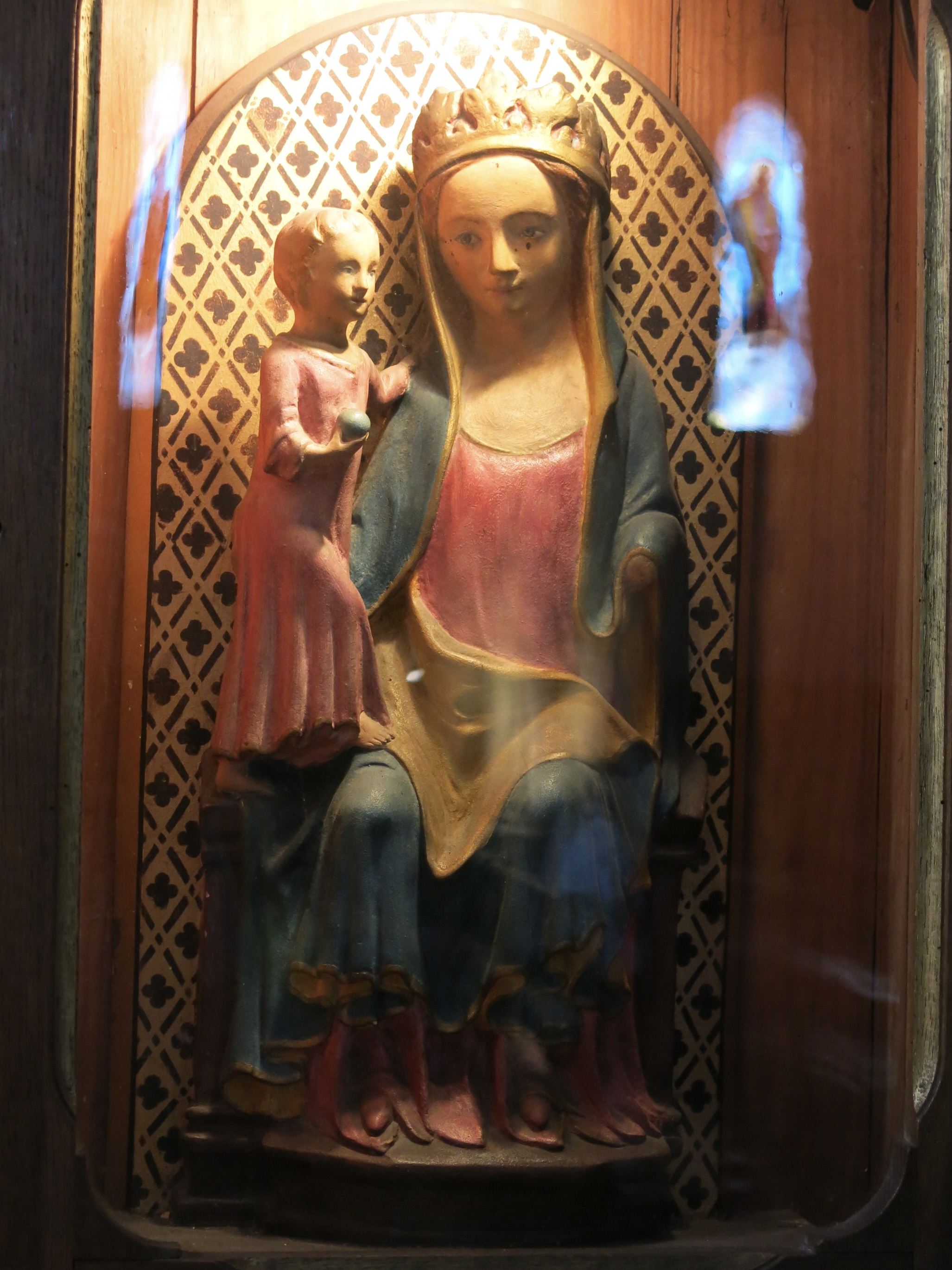
Statue de Notre-Dame d'Arcachon.

## Décoration

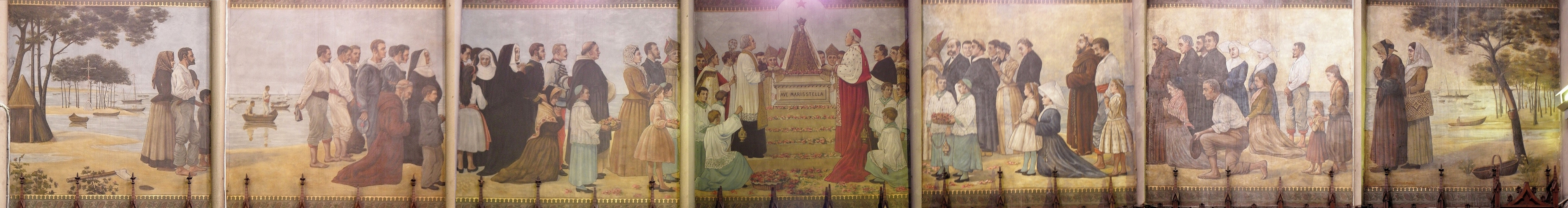
Fresque représentant le couronnement de la statue de la Vierge d'Arcachon, le 16 juillet 1873.

À l'intérieur se trouve une longue fresque représentant le couronnement de la statue de la Vierge d'Arcachon par le cardinal Ferdinand-François-Auguste Donnet, archevêque de Bordeaux, en 1873.
Les vitraux ont été réalisés par le peintre-verrier Joseph Villiet.
Une Tête du Christ du sculpteur Claude Bouscau y est aussi conservée.